# Шах фон Вутенов
«Шах фон Ву́тенов. Повесть из истории жандармского полка» (нем. Schach von Wuthenow – Erzählung aus der Zeit des Regiments Gensdarmes) — повесть немецкого писателя Теодора Фонтане. Написана в 1878—1882 годах, впервые опубликована в берлинской газете Vossische Zeitung в 1882 году.

## Сюжет
Действие повести происходит в 1806 году, незадолго до начала Четвёртой коалиционной войны, когда поражение в войне с армией Наполеона ещё для многих в Пруссии не было очевидным. Шах фон Вутенов — фамилия главного героя повести, офицера-дворянина, ротмистра кавалерийского жандармского полка. Его имя в повести ни разу не упоминается. Красавец Шах фон Вутенов принадлежит к высшим кругам общества, дружен с принцем Луи Фердинандом. Он не стремится жениться и обзаводиться семьёй, но с удовольствием пускается в романтические авантюры. Так, он часто бывает в салоне вдовы Жозефины фон Карайон и обольщает её, а затем в каком-то затмении чувств соблазняет и её дочь Виктуар фон Карайон, признанную красавицу в юности, чьё лицо впоследствии изуродовала оспа.
Госпожа Карайон долго и безуспешно пытается восстановить поруганную честь своей дочери и заставить ротмистра жениться. В конце концов она попросила заступничества на приёме у короля Пруссии Фридриха Вильгельма III, и Шах фон Вутенов под давлением монарха соглашается жениться. Незадолго до бракосочетания Шах фон Вутенов застрелился, посчитав, что не сможет выдержать насмешек однополчан.
Сюжет повести Фонтане основан на реальных событиях, имевших место в 1815 году. Отто Фридрих Людвиг фон Шак, майор прусского элитного полка и известный женолюб, оказавшись в сложном финансовом положении, решил жениться на состоятельной и образованной, но некрасивой Виктуар фон Крайен, дочери известной владелицы салона в Берлине Генриетты фон Крайен. Шак застрелился в преддверии свадьбы, испугавшись насмешек сослуживцев.

## Издания
- Theodor Fontane: Schach von Wuthenow. Friedrich, Leipzig 1883.
- Theodor Fontane: Schach von Wuthenow. Erzählung aus der Zeit des Regiments Gensdarmes. Bearb. von Katrin Seebacher. Berlin 1997 (Große Brandenburger Ausgabe, Das erzählerische Werk, Bd. 6). ISBN 3-351-03118-1